# Seiji Kurata
Pour les articles homonymes, voir Kurata.
Seiji Kurata (倉田精二, Kurata Seiji) est un photographe japonais, né en 1945, dans l'arrondissement Chūō de Tokyo, au Japon, et mort le 27 février 2020 d'un cancer des poumons.

## Carrière
Seiji Kurata est diplômé de l'université nationale des beaux-arts et de musique de Tokyo en 1968,. Il enseigne à l'école secondaire et travaille dans les huiles, la gravure, et des films expérimentaux.
Il fait son apprentissage auprès de Daidō Moriyama dans un atelier photographique indépendant en 1976,,.
Kurata remporte le cinquième prix Kimura Ihei en 1980 pour son premier album, Flash Up. Pour les photographies en noir et blanc, Kurata emploie un éclair et un appareil de format moyen résultant en un portrait détaillé d'un monde de bōsōzoku, gangsters, strip-teaseuses, travestis etc. : comme le remarquent Parr et Badger, ce sont des thèmes anciens; mais dans son « très poli et détaillé » travail, Kurata a un « instinct infaillible pour les images qui suggèrent des histoires ». Photo Cabaret et 80's Family continuent dans cette direction. Ce travail japonais de Kurata se retrouve plus dans un volume tardif, Japan.
Kurata remporte le « prix annuel » de l'édition 1992 du prix de la Société de photographie du Japon. Un long séjour en Mongolie en 1994 donne naissance à l'album Toransu Ajia qui poursuit le travail en couleur du continent asiatique commencé avec Dai-Ajia.
En 1999, l'album Japan vaut à Kurata de remporter le Kodansha Publishing Culture Award (講談社出版文化賞) pour une œuvre photographique.
Des tirages des photographies de Kurata font partie des collections permanentes du centre international de la photographie (New York), du Brooklyn Museum et du musée métropolitain de la photographie de Tokyo.

## Expositions personnelles
- (ストリートフォトランダム東京?) (Street Photo Random Tokyo 1975-79), Salon Nikon, Tokyo et Osaka, 1979[8].
- (フォトキャバレー?) (Photo Cabaret) Doi Photo Plaza, Shibuya, Tokyo, 1983[8]
- (ストリートフォトランダム東京II?) (Street Photo Random Tokyo 2), Salon Nikon, Tokyo, 1986[8].
- (大亜細亜?) (Great Asia), Minolta Photo Space, Shinjuku, Tokyo, 1990[8].
- Quest for Eros I, Mole, Tokyo, 1993[8].
- (トランスアジア?) (Trans Asia), Nikon Salon, Tokyo; Visual Arts School, Osaka, 1995[8].
- Tokyo: Theatrical Megalopolis, O. K. Harris Gallery, New York, 1995[8].
- (トランスマーケット＝東京神田青果市場をゆく?) Trans Market: Tokyo Kanda vegetable and fruit market, Salon Nikon, Tokyo et Osaka, 1996[8].
- (ジャパン70年代から90年代へ?), Kodak Photo Salon, Tokyo, 1999[8].
- Quest for Eros II, Galleria Prova, Tokyo, 1999[8].
- (都市の造景?), Epsite, Tokyo, 2008[8].
- (アンコール・都市の造景 B&W篇?), Gallery Punctum, Tokyo, 2009[8].
- Trans Asia, again!, Place M, Tokyo, 2013[8].

## Albums
- Flash Up: Street Photo Random Tokyo 1975-1979, Tokyo, Byakuya Shobō, 1980 (photographies en noir et blanc).
- フォト・キャバレー (Foto Kyabarē?) (Photo Cabaret), Tokyo, Byakuya Shobō, 1982 (photographies en noir et blanc du Japon).
- 大亜細亜 (Dai-Ajia?) (Great Asia), Tokyo, IBC, 1990.
- 80's Family: Street Photo Random Japan, Tokyo, JICC Shuppankyoku, 1991 (photographies en noir et blanc et en couleurs du Japon).
- トランスアジア (Toransu-Ajia?) (Trans-Asia), Tokyo, Ōta Shuppan, 1995.
- ジャパン (Japan?), Tokyo, Shinchōsha, Photo Musée, 1998.
- クエスト・フォー・エロス (Kuesuto fō Erosu?) (Quest for Eros), Tokyo, Shinchōsha, 1998.
- Trans Asia, again!, Tokyo, Place M, 2013.